# Liegi-Bastogne-Liegi 2008
La Liegi-Bastogne-Liegi 2008, novantaquattresima edizione della corsa, si svolse il 27 aprile 2008 per un percorso di 261 km da Liegi ad Ans e fu vinta dallo spagnolo Alejandro Valverde.
Furono 133 in totale i ciclisti che completarono la gara.

## Percorso

### Côtes
Le undici salite inserite nell'edizione 2008
| Numero | Nome                         | Chilometro | Lunghezza (m) | Pendenza media (%) |
| ------ | ---------------------------- | ---------- | ------------- | ------------------ |
| 12     | Côte de Ny                   | 57,5       | 1800          | 5,7                |
| 11     | Côte de la Roche-en-Ardenne  | 82         | 2800          | 4,9                |
| 10     | Côte de Saint-Roch           | 128        | 800           | 12,0               |
| 9      | Côte de Wanne                | 172        | 2700          | 7,0                |
| 8      | Côte de Stockeu              | 178,5      | 1100          | 10,5               |
| 7      | Côte de la Haute-Levée       | 184        | 3400          | 6,0                |
| 6      | Col du Rosier                | 196,5      | 4000          | 5,9                |
| 5      | Côte de la Vecquée           | 209        | 3100          | 5,9                |
| 4      | Côte de La Redoute           | 226,5      | 2100          | 8,4                |
| 3      | Côte de Sprimont             | 232        | 1400          | 4,7                |
| 2      | Côte de la Roche aux Faucons | 241,5      | 1500          | 9,9                |
| 1      | Côte de Saint-Nicolas        | 255,5      | 1000          | 11,1               |

## Squadre e corridori partecipanti
| N.      | Cod. | Squadra             |
| ------- | ---- | ------------------- |
| 1-8     | LIQ  | Liquigas            |
| 11-18   | GCE  | Caisse d'Epargne    |
| 21-28   | CSC  | Team CSC            |
| 31-38   | QST  | Quick Step          |
| 41-48   | GST  | Gerolsteiner        |
| 51-58   | RAB  | Rabobank            |
| 61-68   | LAM  | Lampre              |
| 71-78   | SDV  | Saunier Duval-Scott |
| 81-88   | THR  | Team High Road      |
| 91-98   | BTL  | Bouygues Télécom    |
| 101-108 | EUS  | Euskaltel-Euskadi   |
| 111-118 | AGR  | Agritubel           |
| 121-128 | A2R  | AG2R Prévoyance     |

| N.      | Cod. | Squadra                          |
| ------- | ---- | -------------------------------- |
| 131-138 | FDJ  | Française des Jeux               |
| 141-148 | C.A  | Crédit Agricole                  |
| 151-158 | TSV  | Topsport Vlaanderen              |
| 161-168 | SIL  | Silence-Lotto                    |
| 171-178 | COF  | Cofidis, le Crédit par Téléphone |
| 181-188 | BAR  | Barloworld                       |
| 191-198 | TCS  | Tinkoff Credit Systems           |
| 201-208 | LAN  | Landbouwkrediet-Tönissteiner     |
| 211-218 | COS  | Cycle Collstrop                  |
| 221-228 | TSL  | Team Slipstream-Chipotle p/b H30 |
| 231-238 | MRM  | Team Milram                      |
| 241-248 | SKS  | Skil-Shimano                     |

## Ordine d'arrivo (Top 10)
| Pos. | Corridore             | Squadra      | Tempo    |
| ---- | --------------------- | ------------ | -------- |
| 1    | Alejandro Valverde    | C. d'Epargne | 6h44'04" |
| 2    | Davide Rebellin       | Gerolsteiner | s.t.     |
| 3    | Fränk Schleck         | CSC          | s.t.     |
| 4    | Andy Schleck          | CSC          | a 30"    |
| 5    | Christian Pfannberger | Barloworld   | a 40"    |
| 6    | Thomas Dekker         | Rabobank     | s.t.     |
| 7    | Cadel Evans           | Silence      | s.t.     |
| 8    | Joaquim Rodríguez     | C. d'Epargne | a 48"    |
| 9    | Paolo Bettini         | Quick Step   | a 1'03"  |
| 10   | Vincenzo Nibali       | Liquigas     | s.t.     |